# 少花山小橘
少花山小橘（学名：Glycosmis oligantha），为芸香科山小橘属下的一个植物种。